# جيش تحرير الجنوب

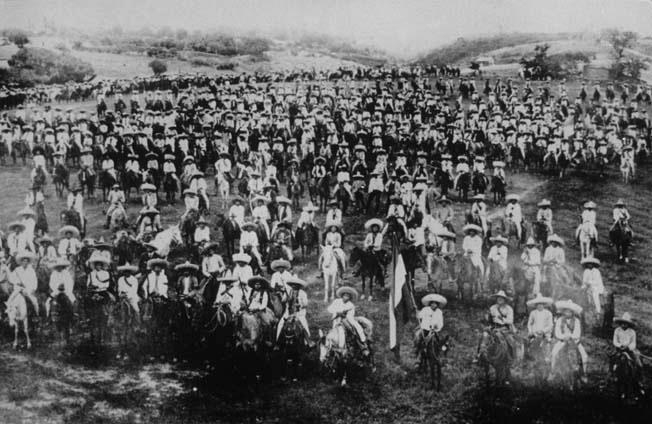
جيش تحرير الجنوب "تحت قيادة ساباتا في الثورة المكسيكية".

جيش تحرير الجنوب هم مجموعة ثورية مسلحة من ولاية تشياباس في جنوب المكسيك. بدأت الحركة في عام 1994. تتكون الحركة بصورة رئيسية من السكان الأصليين للإقليم. تتخذ الحركة من اسم إيمليانو زاباتا (Emiliano Zapata) -أحد قادة الثورة المكسيكية 1910- اسما لها. تهدف الحركة بصورة رئيسية إلى تمكين السكان الأصليين من موارد الإقليم وتحقيق قدر من الحكم الذاتي. تعتبر الحركة أيضًا جزءًا من الحركة ضد العولمة والإمبريالية. المتحدث الرسمى باسم الحركة هو القائد الأدنى ماركوس.